# Selva Irish
La selva Irish es un área silvestre de aproximadamente 16 277 acres (66 km²) en los Estados Unidos, en el estado de Misuri. El Congreso de los Estados Unidos designó al sitio en 1984. La Selva Irish se encuentra dentro del Eleven Point Ranger Distric, del Bosque Nacional Mark Twain, a 10 millas (16 kilómetros) al noreste de Alton, Misuri. Debe su nombre a un sacerdote católico irlandés, John Joseph Hogan, que fundó una colonia de unas cuarenta familias irlandesas aquí a partir de 1858, el asentamiento fue destruido durante la Guerra Civil Americana y ha seguido siendo un lugar desolado desde entonces. La Selva Irish es una de las ocho áreas silvestres protegidas y preservadas en Misuri.
Los paseos a caballo, y el senderismo son muy populares en el Camino de White Creek, una pista de 18,6 millas por toda la selva. Las atracciones incluyen la Caverna White Creek (temporalmente cerrada para proteger a los murciélagos en peligro de extinción), y algunos restos de antiguos ferrocarriles tranvía, también se ofrece vistas del río Point Eleven. En la selva también se encuentran osos negros, puma, venado cola blanca, serpientes de cascabel de madera, pavo y águilas calvas.
La selva se encuentra protegida por el Servicio Forestal de los Estados Unidos.